# 中壢事件

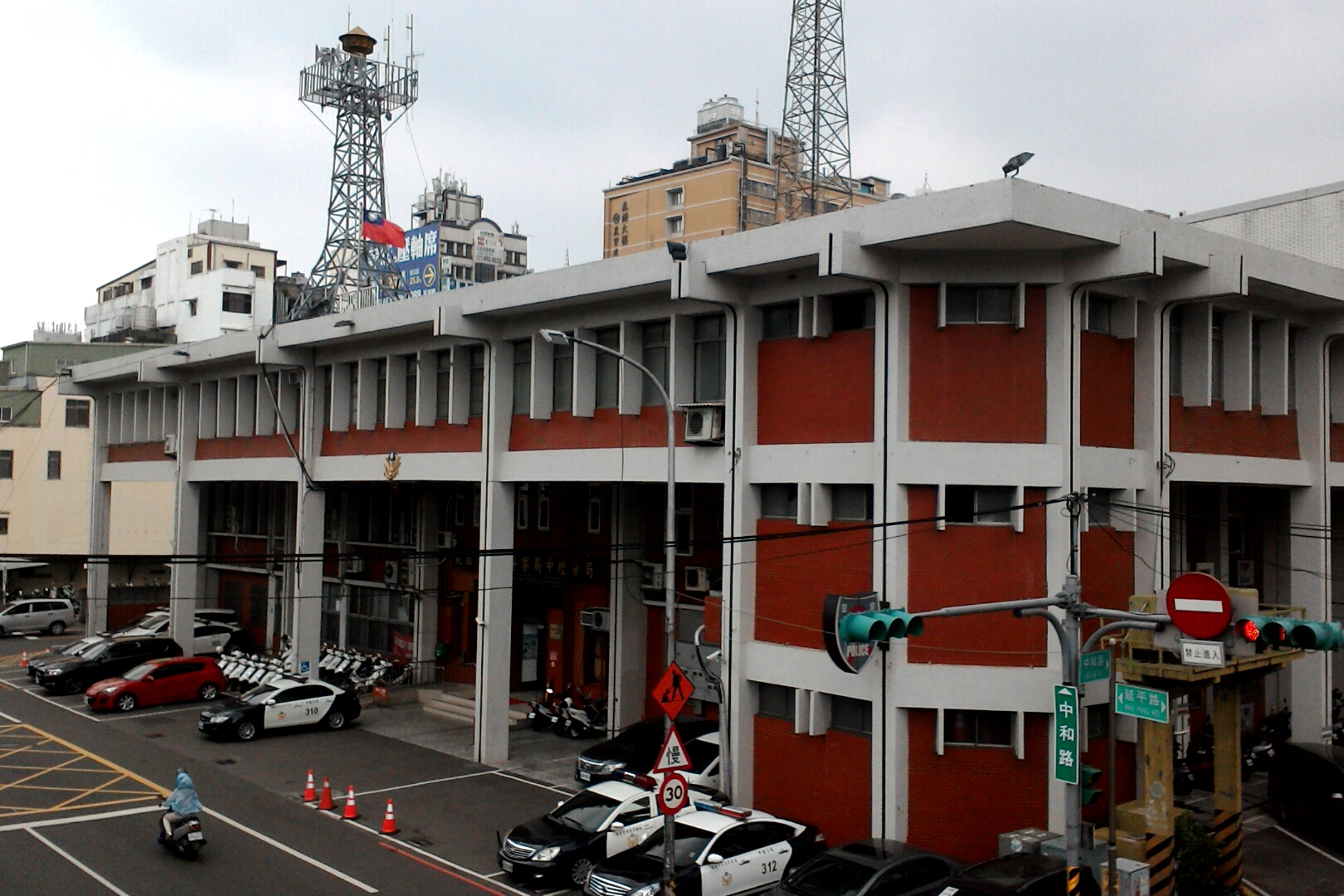
中壢分局現貌

中壢事件，是1977年11月19日發生於臺灣桃園縣（今桃園市）的一場重大衝突事件。在1977年中華民國縣市長選舉中，由於中國國民黨在桃園縣長選舉投票過程中被指控作票，引起中壢市市民憤怒，群眾包圍桃園縣警察局中壢分局、搗毀並放火燒毀警察局，而警方發射催淚瓦斯並開槍打死兩名青年。中壢事件被認為是臺灣民眾繼郭雨新事件後又一次自發性地上街頭抗議選舉舞弊，開啟爾後「街頭運動」之序幕。
《新新聞》於2014年訪問到一位自稱當年為臺灣警備總司令部便衣憲兵，坦承當年是他帶兵縱火。當時他們被安排混在群眾裡面搞破壞、鼓動慫恿群眾、挑起事端，並帶六個兵縱火燒中壢分局跟中壢消防局，還將雲林、嘉義榮民之家的二十幾萬人的人頭資料抄過來入籍桃園縣，投票當天由士兵代為投票，並於事後得到3,000元的加給金。

## 事件經過
1977年為臺灣的統一五項地方公職選舉（縣市長、縣市議員、臺灣省議員、臺北市議員與各縣的鄉鎮市長），中國國民黨提名司法行政部（今法務部）調查局出身的歐憲瑜參選桃園縣長，臺灣省議員許信良也有意參選桃園縣長，但因「黨紀考核記錄不佳」，未獲國民黨提名而自行宣佈參選，1977年10月國民黨便開除許信良黨籍。
許信良投入選戰後，許多具有理想色彩的大學生及研究生，例如林正、范巽綠、陳國祥等人，都投入許信良的選戰中。由於當時國民黨買票作票情況猖獗，於是許信良選務中心在選前3個月部署一千多人前往各投票所監票，以免重蹈1975年增額立委選舉郭雨新落選的遺憾，但是各處監票人員卻回報被禁止靠近投票所，並被帶往派出所問話。
1977年11月19日投票日當天，桃園縣中壢市第213號投開票所（中壢國小）監選主任范姜新林（時任中壢國小校長），被證人邱奕彬等人指控舞弊作票（邱奕彬稱目擊監選主任以拇指沾印泥，將投給許信良的票壓成廢票，但是監選主任范姜新林則稱「上前查看投票時，引起邱奕彬與林火煉的誤會」）。檢察官廖宏明獲報後卻將證人移送警局，反而讓被指控的監選主任范姜新林繼續在場執勤。消息傳出，上百名民眾前往第213號投開票所找范姜新林理論，並與前來支援的警方發生衝突，警方與民眾互毆，警方則將范姜新林帶至中壢分局保護起來，民眾則陸續前往包圍中壢分局。其他地方國民黨舞弊的消息也不斷傳來。許信良的選務中心聽到消息後，請選民都到警局「關切」相關消息，而警局方面始終未有一個明確的主張。後來聚集一萬多名民眾包圍桃園縣警局中壢分局，並將分局前面的臺一線縱貫公路完全堵塞。下午3時40分，民眾打破警局第一片玻璃窗，不久後，中壢分局玻璃皆遭石頭砸破，檢察官則帶范姜新林從後門溜出。傍晚，群眾推倒警車，並將隨後駛入的2輛鎮暴車漏氣掀翻，警察棄車逃走，民眾又將趕來的白色憲兵車掀翻。入夜後，對峙加劇，附近警車都被掀翻，部分民眾進入分局搗毀器具，警方則撤往附近的消防隊。晚間7點，警方朝民眾發射催淚瓦斯，群眾四散待瓦斯稍退，又再回現場。黑暗中，警方從制高點開槍射擊民眾，造成國立中央大學學生江文國（苑裡人）頭部中槍不治，另一名19歲的張治平（中壢人）亦不治，一名16歲少年劉世榮（中壢人）重傷。之後民眾開始放火燒車。晚間8點多，保安警察開始撤退。晚間11點多，分局遭縱火，火勢延燒至宿舍與消防隊。此時全中壢外圍被軍憲警封鎖，車輛不得入內。群眾直到午夜3點多才散去。

## 事後
選後次日，全台報紙都對中壢事件輕描淡寫。一週後，《聯合報》頭版方始報導中壢事件。事件當天，臺北縣中和鄉的張龍昌目擊中壢警分局「失火」，冒險衝入火場搶救一面中華民國國旗，而被國民黨政府大力宣傳。
由於中壢事件的教訓，桃園縣投票所全部重新開票，選務人員都異常小心，每張票都規規矩矩亮票、唱票。監票員回報票數，許信良遙遙領先歐憲瑜。最後許信良以二十三萬票對十四萬票，勝過中國國民黨提名的歐憲瑜，高票當選桃園縣長:291，事件漸告平息。
因為中壢事件的影響，提拔許信良的國民黨組工會主任李煥因此辭職。李煥下台後，國防部總政治作戰部主任王昇的權力也因此擴大，當時有所謂「李換（煥）王升（昇）」之說。至此國民黨政府對黨外運動的溫和路線停止，以政戰系統主導的強硬路線所取代:302。
檢察官廖宏明因「證據不足」不起訴范姜新林，但以「任意污衊依法執行任務之選舉監察人」之理由，起訴作票的目擊證人邱奕彬，邱奕彬被判處有期徒刑一年半，緩刑三年，引起司法不公之疑慮。之後美麗島事件爆發，不曾參與事件的邱奕彬無端被政府構陷逮捕，並遭受酷刑，咬舌自盡未遂。
許信良擔任縣長約兩年後，於1979年1月的高雄橋頭事件，因參與遊行活動聲援被政府逮捕的余登發父子，而於4月20日遭監察院以擅離職守、參與非法遊行活動等理由彈劾，許信良接著被公務員懲戒委員會處以休職兩年處分。
1979年12月美麗島事件期間，遭停職處分的許信良當時與家人於美國度假，被當時由中國國民黨主政的中華民國政府指控叛亂並發佈通緝，又遭拒絕入境，從此長期滯留美國，形成被通緝又被拒絕入境的詭異現象。